# Alexander Gutzmer
Alexander Gutzmer (* 13. Juni 1974) ist ein deutscher Kulturwissenschaftler und Architekturjournalist. 

## Werdegang
Gutzmer besuchte die Axel-Springer-Journalistenschule und wurde Wirtschaftskorrespondent der Welt am Sonntag in London.
Er arbeitete als Editorial Director bei der Burda Creative Group (heute C3 Creative Code and Content) und als Chefredakteur der Zeitschrift think:act von Roland Berger Strategy Consultants.
2011 wurde er am Goldsmiths College, University of London, promoviert. Er ist Professor für Medien und Kommunikation an der Quadriga Hochschule  Berlin und war von 2011 bis 2020 Chefredakteur des Architekturmagazins  Baumeister. Zudem war Gutzmer Editorial Director des Münchner Verlagshauses Callwey. Er ist außerordentliches Mitglied des BDA.

## Veröffentlichungen
- 2018: Die Grenze aller Grenzen. Hamburg: kursbuch.edition, ISBN 978-3-96196-022-4
- 2016: Urban Innovation Networks. Understanding the City as a Strategic Resource. Heidelberg: Springer, ISBN 978-3-319-24624-6
- 2015: Architektur und Kommunikation. Zur Medialität gebauter Wirklichkeit. Bielefeld: transcript, ISBN 978-3-8376-3269-9
- 2015 (mit S. Eiselin, L. Frommberg): Faszination Flughafen. Die schönsten Airports und ihre Geschichten. München: Callwey, ISBN 978-3-7667-2177-8
- 2013: Brand-Driven City Building and the Virtualizing of Space. London: Routledge
- 2013 (mit O. Elser, U. Wachtveitl, G. Walter): Schauplatz Tatort. Die Stadt, der Film und der Tod. München: Callwey, ISBN 978-3-7667-2052-8
- 2012 (mit A. Bock, B. Kuhlhoff): Fußball-Wunder-Bauten. Die schönsten Stadien und ihre Geschichten. München: Callwey